# تپه قلعه ناصری
تپه قلعه ناصری مربوط به دوره سلجوقی - دوره تیموری است و در شهرستان بیرجند، بخش مرکزی، دهستان القورات، ۱/۵ کیلومتری غرب روستای القور واقع شده و این اثر در تاریخ ۸ بهمن ۱۳۸۵ با شمارهٔ ثبت ۱۷۰۵۴ به عنوان یکی از آثار ملی ایران به ثبت رسیده است.